# 10e division blindée (France)
Pour les articles homonymes, voir 10e division.
La 10e division blindée est une ancienne unité de l'Armée de terre française. Créée en 1977, elle est dissoute en 1997.

## Historique
La 10e division blindée est créée le 1er août 1977 à Châlons-en-Champagne (à l'époque Châlons-sur-Marne). Elle fait partie du 1er corps.
Le général commandant la 10e division blindée est également responsable de la 63e division militaire territoriale. Forte d'environ 8 000 hommes et disposant de 148 chars de combat AMX-30, sa composition est alors la suivante :
- 1er groupe de chasseurs à Reims ;
- 150e régiment d'infanterie à Verdun ;
- 10e compagnie anti-chars à Verdun ;
- 4e régiment de dragons à Mourmelon ;
- 503e régiment de chars de combat à Mourmelon ;
- 10e escadron d'éclairage divisionnaire à Mourmelon ;
- 40e régiment d'artillerie à Suippes ;
- 3e régiment du génie à Charleville-Mézières ;
- 10e régiment de commandement et de soutien à Châlons.

En 1984, elle rejoint le 3e corps d'armée. Le format division blindée « modèle 1984 » en fait une unité interarmes d'un effectif d'environ 10 000 hommes. 
Le 31 août 1997, dans le cadre de la professionnalisation des armées, l'état-major de la 10e division blindée fusionne avec celui de la 2e division blindée. La 10e DB s'efface pour perpétuer les traditions de la 2e DB. Elle comprenait alors :
- 16e groupe de chasseurs à Saarburg en Allemagne - transféré à la 2e division blindée ;
- 151e régiment d'infanterie à Verdun - dissolution ;
- 10e compagnie anti-chars à Verdun - dissolution ;
- 2e régiment de chasseurs à Verdun  - transfert à la 7e division blindée ;
- 501e-503e régiment de chars de combat à Mourmelon - transfert à la 2e division blindée ;
- 10e escadron d'éclairage divisionnaire à Mourmelon - transfert à la 2e division blindée ;
- 8e régiment d'artillerie à Commercy - transfert à la 7e division blindée ;
- 3e régiment du génie à Charleville-Mézières - transfert à la 2e division blindée ;
- 10e régiment de commandement et de soutien à Châlons - transfert à la 2e division blindée.

## Source
- http://sites-bruno.chez-alice.fr/ (consulté le 19 mai 2020).